# Nhóm ngôn ngữ Nam Đảo-Tai
Nhóm ngôn ngữ Nam Đảo-Tai hay nhóm ngôn ngữ Nam Đảo-Thái, là một liên hệ được đề xuất bao gồm các ngôn ngữ Nam Đảo (nói ở Đài Loan, Đông Nam Á hải đảo, Quần đảo Thái Bình Dương và Madagascar), cũng như các ngôn ngữ Kra-Dai (còn được gọi là "Thái-Kadai", nói ở bán đảo Đông Dương và miền nam Trung Quốc).
Các liên hệ đề xuất liên quan bao gồm Austric (Wilhelm Schmidt năm 1906) và Hán-Nam Đảo (Laurent Sagart năm 1990, 2005).
Các ngôn ngữ Kra-Dai có một số từ vựng tương tự với các ngôn ngữ Nam Đảo, đã được chú ý từ thời Schlegel năm 1901. Những nét tương đồng này có thể coi là quá nhiều để có thể chỉ là ngẫu nhiên. Câu hỏi đặt ra là liệu chúng có phải là do sự tiếp xúc ngôn ngữ hay không, hay là do có nguồn gốc chung (tức là có mối quan hệ phả hệ). 

Phân bố ngôn ngữ Kra-Dai

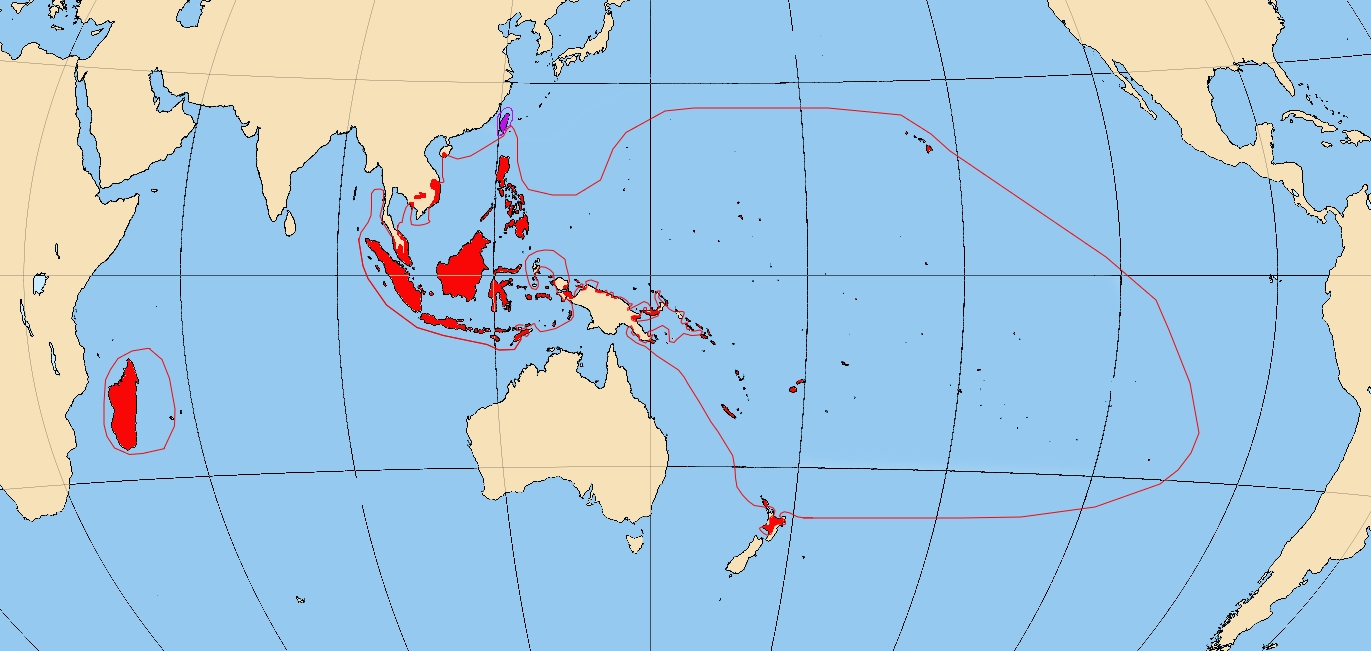
Phân bố các ngôn ngữ Nam Đảo

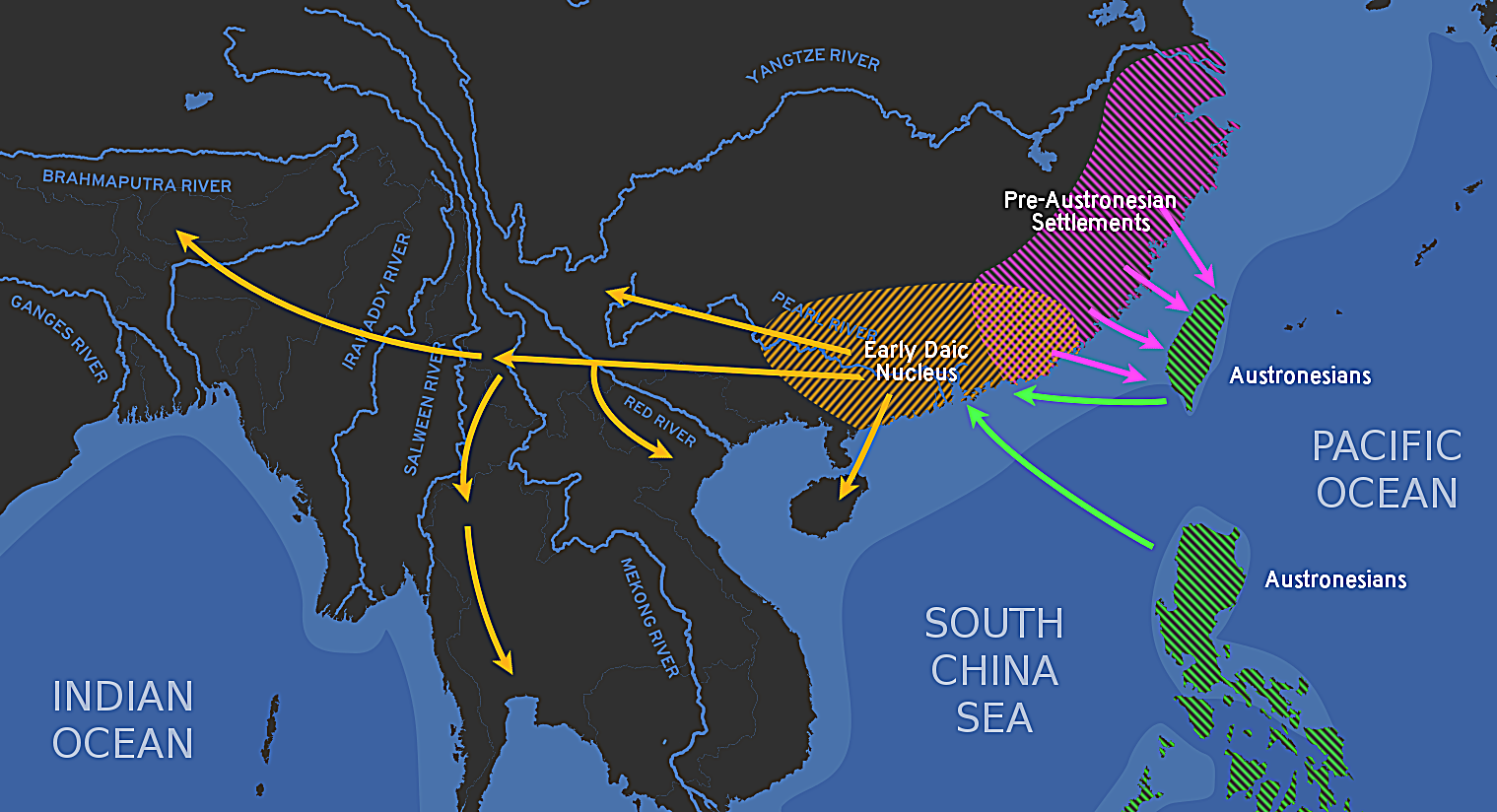
Đề xuất nguồn gốc của các ngôn ngữ Dai và mối quan hệ của chúng với Nam Đảo (Blench, 2018)

## Một số từ vựng tương đồng
Thông tin lấy từ Pittayaporn (2009), Norquest (2007), Chen (2018) và Austronesian Comparative Dictionary (Từ điển so sánh Nam Đảo).
Những ký tự -l, -c cuối từ trong tiếng Đồng chỉ thanh điệu, không phải phụ âm cuối.
| Nghĩa             | Thái nguyên thủy | Tiếng Thái         | Tiếng Đồng     | Tiếng Bố Ương | Hlai nguyên thủy  | Bối nguyên thủy | Nam Đảo nguyên thủy |
| tôi, tao (đại từ) | *kuːᴬ            | กู /kuː˧/ (thô tục) |                | ku⁵⁴          | *ɦuː              |                 | *aku                |
| tay               | *mwɯːᴬ           | มือ /mɯː˧/          | miac           |               | *C-mɯː            | *məːᴬ²          | *qalima             |
| chim              | *C̬.nokᴰ          | นก /nok̚˦˥/         | mogc           | ma⁰nuk¹¹      |                   |                 | *manuk ("gà")       |
| mắt               | *p.taːᴬ          | ตา /taː˧/          | dal            | ma⁰ta⁵⁴       | *ʈʂhaː (< *ʈaː)   | *ɗaːᴬ¹          | *maCa               |
| lửa               | *wɤjᴬ            | ไฟ /faj˧/          | buil, bil, wil | pui⁵⁴         |                   | *vəːjᴬ²         | *Sapuy              |
| răng              | *wanᴬ            | ฟัน /fan˧/          | bienl, biaenl  |               | *fʰjən (< *Civən) |                 | *lipen              |